# Franz Eisl
Franz „Moni“ Eisl (* 17. März 1921 in Gmunden; † 12. Juli 2019) war ein österreichischer Regattasegler, der einen Weltmeistertitel gewann.

## Karriere
Eisl trat für den Union Yacht Club Traunsee an. Er gewann mehrere österreichische Meistertitel.
An den Olympischen Spielen 1960 in Rom nahmen Eisl und Harald von Musil im Starboot teil, die beiden erreichten den 15. Platz unter 26 Booten.
Zwölf Jahre später traten Harald Fereberger, Franz Eisl und Karl Stangl bei den Olympischen Segelwettbewerben in Kiel mit dem Drachen an. Sie belegten den zehnten Platz unter 23 Booten. Fünf Jahre später wurden Fereberger, Eisl und Herbert Spitzbart in Thun Weltmeister in der Drachen-Klasse.
Von 1986 bis 1992 war Franz Eisl Commodore im Yacht Club Austria, sein Nachfolger wurde Harald Fereberger. 